# Kračevec
Kračevec is een plaats in de gemeente Visoko in de Kroatische provincie Varaždin. De plaats telt 135 inwoners (2001).